# 정범균
정범균(1986년 12월 9일 ~ )은 대한민국의 개그맨이다.

## 학력
- 서일대학교 레저스포츠학과 졸업(레크리에이션 전공)

## 생애
2007년 KBS 22기 공채 개그맨으로 입사하였고 2009년 11월 17일 군에 입대하였다가 2011년 9월 9일에 제대하여 개그콘서트에 복귀하였다.

## 방송
- 《개그사냥》KBS2
- 《개그콘서트》KBS2
  - 〈지역광고〉
  - 〈DJ변〉
  - 〈독한 것들〉
  - 〈사마귀 유치원〉사마귀 역
  - 〈변수무당〉
  - 〈하극상〉
  - 〈희극지왕 박성호〉
  - 〈추남〉진행자 역
  - 〈현대 레알 사전〉진행자 역
  - 〈애니뭘〉강아지 역
  - 〈맛있는 한국어〉균이 역
  - 〈남자뉴스〉진행자 역
  - 〈고조쇼〉진행자 역
  - 〈어른들을 위한 동화〉
  - 〈연애능력평가〉청담동 원숭이 역
  - 〈이 부부가 사는 법〉
  - 〈세상아 덤벼라〉
  - 〈이 개그맨들이 사는 세상〉진행자 역
  - 〈핫이슈〉
  - 〈막고 차고〉학생 역
  - 〈횃불 투게더〉
  - 〈금쪽유치원〉선생님 역
  - 〈소통왕 말자 할매>진행자 역
- 《폭소클럽2》KBS2
- 《해피투게더 시즌3》KBS2
- 《기분 좋은 날》MBC
- 《영스트리트》SBS 파워FM
- 《PD 이경규가 간다》MBC Every1
- 《생방송 행복드림 로또 6/45》- 960회 게스트
- TV쇼 진품명품 - 1316회, 1360회 쇼감정단 KBS 1TV

## 영화
- 《더 자이언트》 하누만 / 무무(목소리)

## 유행어
- 100%입니다! (독한것들(구:독한 놈들))
- 저는 메뚜기 동생 사마귀에요~!(사마귀 유치원)
- 이렇게만 하면 여러분도 OOO할 수 있어요~(사마귀 유치원)
- 정말이에요. 진짜 OOO하더라니까요!'(지역광고)
- 어때요 OOO 확실하게 배웠죠?(사마귀 유치원)
- 여러분의 눈은 (번쩍), 귀는 (쫑긋), 말초신경은 (아~)(사마귀 유치원)
- 왜 이렇게들 싸워? 가진 거라곤 OO 밖에 없는 형들이(하극상)
- ~라곤 안했다. 여기까지! 나머지는 알아서 찾아와(하극상)
- 예를 들면요?(현대레알사전)
- 무슨 뜻이죠?(현대레알사전)
- 이제 나도 주인님을 떠나서 나의 꿈의 섬 마다가스카르로 가는 거야 월월월~!(애니뭘)
- 내가 여자랑 싸워서 진 적이 없어(어른들을 위한 동화)
- 그죠 그죠? 맞죠 맞죠? (연애능력평가)
- 이거 모르는 순간 원숭이 되는거예요!~ (연애능력평가)
- 인질범 말로 합시다! (세상아 덤벼라)
- 뭐라고요??? ○○○을 하라고요?? (횃불 투게더)

## 광고
- 2009년 코웨이 클리베
- 2009년 애경 리큐
- 2012년 전자랜드
- 2012년 기아자동차 스마트큐 서비스
- 2013년 양주시
- 2013년 홈앤쇼핑
- 2020년 선린대학교

## 같이 보기
- 유재석
- 최효종
- 박성호
- 유민상
- 김준현
- 김준호
- 허경환
- 김원효
- 박영진
- 김수영